# ليه باريل
ليه باريل (بالإنجليزية: Les Barrell)‏ هو لاعب كرة قدم بريطاني، ولد في 30 أغسطس 1932 في كولشيستر في المملكة المتحدة. لعب مع كولتشستر يونايتد.